# 9-й меридіан східної довготи
9-й меридіан східної довготи — лінія довготи, що лежить на 9 градусів східніше Гринвіцького меридіана. Вона проходить від Північного полюса через Північний Льодовитий океан, Європу, Африку, Атлантичний океан, Південний океан та Антарктиду до Південного полюса.
9-й меридіан східної довготи формує велике коло разом із 171-шим меридіаном західної довготи.

## Список географічних об'єктів, що перетинає 9° сх. д.
Починаючи на Північному полюсі та рухаючись до Південного полюса, 9-й меридіан східної довготи проходить через:
| Координати                                               | Країна, територія або море | Примітки                                                                    |
| -------------------------------------------------------- | -------------------------- | --------------------------------------------------------------------------- |
| 90°0′ пн. ш. 9°0′ сх. д. / 90.000° пн. ш. 9.000° сх. д.  | Північний Льодовитий океан |                                                                             |
| 81°9′ пн. ш. 9°0′ сх. д. / 81.150° пн. ш. 9.000° сх. д.  | Атлантичний океан          |                                                                             |
| 63°39′ пн. ш. 9°0′ сх. д. / 63.650° пн. ш. 9.000° сх. д. | Норвегія                   |                                                                             |
| 58°34′ пн. ш. 9°0′ сх. д. / 58.567° пн. ш. 9.000° сх. д. | Скагеррак                  |                                                                             |
| 57°9′ пн. ш. 9°0′ сх. д. / 57.150° пн. ш. 9.000° сх. д.  | Данія                      | Проходить через острів Північна Ютландія                                    |
| 57°1′ пн. ш. 9°0′ сх. д. / 57.017° пн. ш. 9.000° сх. д.  | Лімфьорд                   |                                                                             |
| 56°50′ пн. ш. 9°0′ сх. д. / 56.833° пн. ш. 9.000° сх. д. | Данія                      | Проходить через півострів Ютландія                                          |
| 54°53′ пн. ш. 9°0′ сх. д. / 54.883° пн. ш. 9.000° сх. д. | Німеччина                  | Проходить західніше передавача DCF77                                        |
| 47°41′ пн. ш. 9°0′ сх. д. / 47.683° пн. ш. 9.000° сх. д. | Швейцарія                  |                                                                             |
| 45°59′ пн. ш. 9°0′ сх. д. / 45.983° пн. ш. 9.000° сх. д. | Італія                     | Приблизно на 2 км                                                           |
| 45°58′ пн. ш. 9°0′ сх. д. / 45.967° пн. ш. 9.000° сх. д. | Швейцарія                  | Приблизно на 16 км                                                          |
| 45°50′ пн. ш. 9°0′ сх. д. / 45.833° пн. ш. 9.000° сх. д. | Італія                     |                                                                             |
| 44°23′ пн. ш. 9°0′ сх. д. / 44.383° пн. ш. 9.000° сх. д. | Середземне море            | Лігурійське море                                                            |
| 42°39′ пн. ш. 9°0′ сх. д. / 42.650° пн. ш. 9.000° сх. д. | Франція                    | Проходить через острів Корсика                                              |
| 41°29′ пн. ш. 9°0′ сх. д. / 41.483° пн. ш. 9.000° сх. д. | Середземне море            | Протока Боніфачо                                                            |
| 41°7′ пн. ш. 9°0′ сх. д. / 41.117° пн. ш. 9.000° сх. д.  | Італія                     | Проходить через острів Сардинія                                             |
| 39°0′ пн. ш. 9°0′ сх. д. / 39.000° пн. ш. 9.000° сх. д.  | Середземне море            | Проходить східніше островів Галіт, Туніс                                    |
| 37°7′ пн. ш. 9°0′ сх. д. / 37.117° пн. ш. 9.000° сх. д.  | Туніс                      |                                                                             |
| 32°8′ пн. ш. 9°0′ сх. д. / 32.133° пн. ш. 9.000° сх. д.  | Алжир                      |                                                                             |
| 21°47′ пн. ш. 9°0′ сх. д. / 21.783° пн. ш. 9.000° сх. д. | Нігер                      |                                                                             |
| 12°50′ пн. ш. 9°0′ сх. д. / 12.833° пн. ш. 9.000° сх. д. | Нігерія                    |                                                                             |
| 5°57′ пн. ш. 9°0′ сх. д. / 5.950° пн. ш. 9.000° сх. д.   | Камерун                    |                                                                             |
| 4°5′ пн. ш. 9°0′ сх. д. / 4.083° пн. ш. 9.000° сх. д.    | Атлантичний океан          | Гвінейська затока — проходить західніше острова Біоко, Екваторіальна Гвінея |
| 0°39′ пд. ш. 9°0′ сх. д. / 0.650° пд. ш. 9.000° сх. д.   | Габон                      | Проходить східніше Порт-Жантіля                                             |
| 1°19′ пд. ш. 9°0′ сх. д. / 1.317° пд. ш. 9.000° сх. д.   | Атлантичний океан          |                                                                             |
| 60°0′ пд. ш. 9°0′ сх. д. / 60.000° пд. ш. 9.000° сх. д.  | Південний океан            |                                                                             |
| 69°55′ пд. ш. 9°0′ сх. д. / 69.917° пд. ш. 9.000° сх. д. | Антарктида                 | Проходить через Землю Королеви Мод (претендує Норвегія)                     |